# Szojuz T–2
Szojuz T–2 (oroszul: Союз T–2) szovjet háromszemélyes (T = Transzportnij; magyarul: szállító), szabványos rendszerben (teljes modernizációval) épített, napelemtáblákkal kiegészített Szojuz űrhajó (7K-SZT). Az űrhajóban űrruhában is elférnek a program résztvevői. A Szojuz T–2 volt a sorozat első emberes küldetése, és a 10. repülés a Szaljut–6 űrállomásra.

## Küldetés
Feladata a jelentős változtatásokon átesett űrhajó emberes berepülése, bekapcsolódni az előírt navigációs, csillagászati, műszaki, légkörkutatási, földfotózási, földmegfigyelési, orvosi és biológiai kutatási programokba. Kötelességük volt az állandó személyzet pihenését biztosítani.

## Jellemzői
Központi tervező iroda CKBEM <= Центральное конструкторское бюро экспериментального машиностроения (ЦКБЕМ)> (OKB-1 <= ОКБ-1>, most OAO RKK Energiya im. SP Korolev <= ОАО РКК Энергия им. С. П. Королёва> – Központi Kísérleti Gépgyártási Tervezőiroda). Az űrhajót kis átalakítással emberes programra, teherszállításra és mentésre (leszállásra) tervezték.
1980. június 5-én a bajkonuri űrrepülőtér indítóállomásról egy Szojuz hordozórakéta (11А511U) juttatta Föld körüli, közeli körpályára. Az orbitális egység pályája 88.7 perces, 51.6 fokos hajlásszögű, elliptikus pálya-perigeuma 202 kilométer, apogeuma 249 kilométer volt. Hasznos tömege 6450 kilogramm. Szerkezeti felépítését tekintve a modernizált Szojuz űrhajó napelemtáblás változatával megegyező. Akkumulátorait az űrállomás/saját napelemtáblái által előállított energiával tartották üzemkész állapotban. Június 6-án 16 óra 58 perckor 180 méterig automatikusan, majd kézi vezérléssel összekapcsolódott az űrállomás II. dokkoló helyével. Összesen 3 napot, 22 órát, 19 percet és 30 másodpercet töltött a világűrben, 62 alkalommal kerülte meg a Földet.
Előzetes kísérleti repüléseket végeztek a Koszmosz–670, Koszmosz–772, Koszmosz–869, Koszmosz–1001 és a Koszmosz–1074 űreszközökkel. A Szojuz T űrhajók (modernizált Szojuz űrhajó) kifejlesztésével biztosították az Interkozmosz, a Szovjetunió és kelet-európai országok közös, emberes űrkutatási programjához az embert szállító eszközt, elősegítve a Szaljut űrállomásokra történő alaplegénység váltását, valamint a látogatók fogadását. Új navigációs rendszer került beépítésre, teljes szkafanderes felszerelésben három űrhajóst szállíthat, a beépített nagy teljesítményű, Argon számítógép automatikus segítséget nyújt a csatlakozáshoz, visszatéréshez. A leszálló kabin leválasztható lett az orbitális egységről, így kisebb tömeget kell visszatérésnél lefékezni.
Június 9-én belépett a légkörbe, a leszállás hagyományos módon – ejtőernyős leereszkedés – történt, Zsezkazgantól 200 kilométerre délkeletre értek Földet.

## Személyzet
(zárójelben a küldetések száma a Szojuz T–2-vel együtt)
- Jurij Malisev (2)
- Vlagyimir Akszjonov (1)

### Tartalék személyzet
- Leonyid Kizim tartalék parancsnok,
- Oleg Makarov tartalék fedélzeti mérnök,